# Agnes Yewande Savage
Agnes Yewande Savage (Edimburgo, Escocia, 21 de febrero de 1906-Escocia, 1964) fue una médica nigeriana y la primera mujer de África Occidental que obtuvo un título universitario en medicina. Savage se graduó la primera de su clase con honores en la Universidad de Edimburgo en 1929 a la edad de 23 años.

## Biografía

### Primeros años y educación
Savage nació el 21 de febrero de 1906 en Edimburgo, Escocia, en el seno de una familia compuesta por Richard Akinwande Savage Sr., un médico nigeriano graduado en Edimburgo en 1900 y editor periodístico de ascendencia sierraleonesa y Maggie S. Bowie, trabajadora natural de Escocia. Su hermano fue Richard Gabriel Akinwande Savage, también un médico graduado en Edimburgo en 1926. Savage pasó los exámenes del Royal College of Music en 1919 y se le concedió una beca para estudiar en el George Watson's Ladies College. Allí recibió un premio por  General Proficiency in Class Work y consiguió el Scottish Higher Education Leaving Certificate.
Savage se matriculó en la Universidad de Edimburgo para estudiar Medicina y sobresalió en sus estudios. En el cuarto año de los mismos, obtuvo honores como primera de su clase en todas las asignaturas, ganó un premio en Enfermedades de la piel y una medalla en Medicina Forense – siendo la primera mujer en la historia de la universidad en lograrlo. Recibió el Dorothy Gilfillan Memorial Prize como la mejor mujer graduada en 1929.

### Carrera médica y legado
Savage se enfrentó a barreras institucionales sexistas y racistas durante su carrera. Tras su graduación, se unió al servicio colonial en la Costa de Oro (actual Ghana) como médica junior. Aunque mejor cualificada que sus compañeros hombres, recibió menores beneficios.
En 1931, Savage fue contratada por el director del Achimota College, Alec Garden Fraser. A instancia del mismo, el gobernador colonial mejoró el contrato de Savage. Trabajó en Achimota como médica y profesora durante cuatro años. Durante su estancia allí, conoció a Susan de Graft-Johnson cuando ésta era la prefecta del Girls' School. Graft-Johnson trabajó regularmente con Savage y posteriormente también estudió medicina en la Universidad de Edimburgo, convirtiéndose en la primera médica de Ghana. Otra médica de África Occidental que también estudió tanto en Achimota como en Edimburgo fue Matilda J. Clerk, la primera ghanesa en obtener una beca al mérito universitario, la segunda médica del país y la cuarta médica de África Occidental. En 1933, Edna Elliot-Horton, activista política sierraleonesa y pionera de la educación superior, se convirtió en la segunda mujer de África Occidental en conseguir un título universitario, y la primera en artes liberales.
Tras su paso por Achimota, Savage volvió al servicio médico colonial con unas mejores condiciones y estuvo a cargo de las clínicas pediátricas, incluyendo el Hospital universitario Korle Bu en Acra. Al mismo tiempo, fue nombrada médica asistente en el departamento de maternidad del hospital. En Korle-Bu, Savage supervisó la creación de una escuela de enfermería, el Korle-Bu Nurses Training College, donde un pabellón lleva su nombre.

## Fallecimiento
Savage se retiró de la práctica clínica a una edad temprana debido a una extenuación física y psicológica («physical and psychological exhaustion») en 1947 y pasó el resto de sus días en Escocia con su sobrina y su sobrino. Falleció de un ictus en 1964.